# 轻摇，可爱的马车
《轻摇，可爱的马车》（英文：Swing Low, Sweet Chariot）是一首非裔美国人的灵歌，也是最著名的基督教赞美诗之一。它起源于早期口传和音乐传统的非裔美国人文化，其创作时间不详。汉普顿合唱团和菲斯克欢乐合唱团的演唱使得这首歌在19世纪末引起了更广泛的关注。J·B·T·马什在他1876年的著作《欢乐合唱团的故事与歌曲》中收录了这首歌的早期版本的歌词和曲调。《轻摇，可爱的马车》最早的已知录音是由斯坦达德四重唱于1894年录制的。
这首歌以死亡为主题，提醒听众在天堂中等待着的荣耀，基督教徒相信他们将超越世间的苦难，安息在最终的家园中。具体而言，歌词提及了旧约中先知以利亚乘坐战车升天的故事。
这首歌具有与其他灵歌都非常典型的风格元素和主题内容。它以重复作为关键诗意元素，具有强烈意象、个人修辞的歌词。
《轻摇，可爱的马车》的旋律是五声音阶，传统上是以呼应方式演唱的曲调。它有意为之的自由结构，允许歌者即兴创作和即时改变，以使表演者和听众达到狂喜状态，与圣灵建立联系。
2002年，美国国会图书馆将这首歌列为当年被选入国家录音登记处的 50 首唱片之一。它还被列入美国唱片业协会和国家艺术基金会的“世纪之歌”列表中。

## 历史
《轻摇，可爱的马车》的作者是一位乔克托自由民华莱士·威利斯，他在旧印第安领地（现今乔克托县，靠近奥克拉荷马州雨果镇）于1865年创作了这首歌。他创作这首歌的起源可能是受到他劳作时看到的红河，这使他想起了约旦河和先知以利亚乘坐战车升天的故事。有些人声称这首歌和威利斯演唱的《偷走》（英文：Steal Away）歌词中提到了当时的“地下铁路运动”，这是一场帮助黑人从美国南方逃亡到美国北方和加拿大的自由运动。
一位名叫亚历山大·里德（英文：Alexander Reid）的牧师在乔克托寄宿学校旧斯宾塞学院听到威利斯演唱这两首歌，并将歌词和曲调记录下来。他将这些音乐寄给了位于田纳西州纳什维尔菲斯克大学的欢乐合唱团。欢乐合唱团在美国和欧洲的巡回演出中多次演唱了这两首歌曲，使这两首歌曲广为流传。
1939年，纳粹德国的帝国音乐审查办公室将这首歌列入了德意志帝国音乐审查办公室“不受欢迎和有害”的音乐作品名单中。
这首歌在20世纪60年代的民权运动和民谣复兴期间重新流行起来，并被许多艺术家演唱。在这个时期最著名的演出可能是琼·贝兹在1969年伍德斯托克音乐节上的演唱。
2011年，来自塔尔萨的俄克拉荷马州参议员朱迪·伊森·麦金泰尔（英文：Judy Eason McIntyre）提议将《轻摇，可爱的马车》提名为俄克拉荷马州官方福音歌曲。该提案得到了俄克拉荷马州黑人国会议员小组的联合赞助。俄克拉荷马州州长玛丽·法林（英文：Mary Fallin）于2011年5月5日在俄克拉荷马州牛仔名人堂的仪式上签署了该法案，将这首歌定为俄克拉荷马州官方福音歌曲。

## 歌词
副歌： 摇摆吧，可爱的马车， 来接我回家。 摇摆吧，可爱的马车， 来接我回家。
我俯视约旦河，我看见了什么， 来接我回家。 我看见一群天使跟着我， 来接我回家。
【副歌】
如果你比我早回到天堂， 来接我回家。 你会告诉你的朋友们我也会来那里， 来接我回家。
【副歌】